# Spalacopsis macra
Spalacopsis macra là một loài bọ cánh cứng trong họ Cerambycidae.